# Близнец (фильм, 1984)
«Близнец» (фр. Le jumeau) — французская кинокомедия 1984 года. Экранизация романа американского писателя Дональда Уэстлейка «Двое — это слишком» (англ. Two Much). Режиссёр — Ив Робер. Пьер Ришар играет роль авантюриста Маттиаса Дюваля, который придумывает историю о том, что у него есть брат-близнец, чтобы встречаться одновременно с двумя богатыми сёстрами-близнецами. Премьера во Франции состоялась 10 октября 1984 года.

## Сюжет
Проигравшись в карты, Маттиас Дюваль, владелец небольшой фирмы по производству открыток «Безумный Джокер», вынужден искать временное пристанище у своего друга, адвоката Ральфа на Лазурном Берегу. Вместе с Ральфом и его женой Мари Маттиас идёт на вечеринку, где знакомится с красивой блондинкой-американкой Лиз Кёрнер. Пока Ральф и Мари веселятся на вечеринке, Маттиас с Лиз тайком приезжают домой к Ральфу. В постели Лиз рассказывает ему, что у неё есть сестра-близнец, Бетти. Маттиас, Близнец по знаку Зодиака, согласно гороскопу, всегда ощущавший некую двойственность своей натуры, сочиняет, что у него тоже есть брат-близнец, Маттье. На следующий день Лиз приглашает его на вечеринку в свой дом. Там Маттиас знакомится и с Бетти. Он очарован как обеими сёстрами, так и роскошью дома. Он узнаёт, что Лиз и Бетти недавно осиротели — их отец, крупный американский бумажный магнат, и мать-француженка, недавно погибли в автокатастрофе. Бетти просит Маттиаса передать приглашение его брату приехать к ним в гости. Он примеряет образ своего вымышленного брата-близнеца, являющегося его полной противоположностью — тихий, скромный, воспитанный, аккуратный, в очках (сам Маттиас носит контактные линзы), с гладко зачёсанными назад волосами. Вместе с Бетти Маттиас-Маттье идёт в ресторан. В отличие от жёсткой, бескомпромиссной, своенравной и деловой Лиз, Бетти оказывается мягкой, сговорчивой, романтичной и ласковой. Он рассказывает ей, что они с братом якобы вдвоём работают в фирме в Париже, сменяя друг друга каждые три дня. Наутро Маттиас просыпается в постели у Бетти, не помня, как он там оказался. От неё он с удивлением узнаёт, что вчера они, изрядно выпив, приехали домой к Кёрнерам, и после любви Бетти сделала ему предложение, которое он принял.
Для Маттиаса начинается захватывающая игра, полная риска — встречаясь с одной сестрой, он затем на время исчезает под предлогом работы, чтобы встретиться с другой.
Однако Эрнест Вольпинекс, адвокат семьи Кёрнеров, годами вынашивавший план женитьбы на одной из богатых наследниц, видит в лице Маттиаса и его «брата» опасных соперников. Он приходит в офис к Дювалю и начинает задавать ему вопросы о его жизни и работе. Маттиас ведёт себя дерзко, но Вольпинекс быстро его усмиряет, продемонстрировав приём карате на одном из сувениров в виде камня у Маттиаса, и даёт обещание навести о нём справки.
Вскоре Бетти и Маттиас-Маттье, который подделывает свидетельство о рождении, тайно женятся. Маттиас, решив, что одной сестры ему вполне достаточно, хочет порвать с Лиз и жить с Бетти, выдавая себя за несуществующего Маттье Дюваля. Но на очередном свидании Лиз неожиданно для него предлагает ему контракт, по которому он, женившись на Лиз, будет получать за это 4000 долларов ежемесячно в течение пяти лет. Маттиас ей заявляет, что он её не любит, отказывается от предложения, злится и уходит. Попав под дождь, он садится на ступеньки рядом с рестораном. Лиз выходит на улицу и под дождём объясняет Маттиасу, что ей необходимо срочно выйти замуж, чтобы сэкономить на налогах, и более подходящей кандидатуры, чем он, не найти. Теперь Маттиас соглашается. Наутро он просыпается в постели с Лиз. Он вспоминает, что должен разбудить Бетти, которую вчера вечером оставил в постели, и начинает метаться между спальнями сестёр, так, чтобы ни одна из них не заподозрила подвох.
Вскоре Маттиас, для того, чтобы провести время с Лиз в качестве самого себя, придумывает для Бетти историю о том, что его «брат» улетел в Канаду проведать девушку, которая пыталась покончить с собой из-за него. Вернувшись из театра, Лиз оставляет его одного и уходит с Вольпинексом. Бетти застаёт расстроенного Маттиаса в одиночестве, и они решают заняться сексом, чтобы «познать глубину отличий».
На следующий день в офис «Безумного джокера» приезжает Ральф. По просьбе Дюваля он навёл справки о сёстрах и узнал, что по завещанию отца они юридически неправомочны пользоваться наследством до тех пор, пока не выйдут замуж. Более того, та, которая выйдет замуж первой, имеет право на контрольный пакет акций.
Дюваль звонит Бетти, притворяясь Маттье, признаётся ей в любви и сообщает о своём возвращении из Канады, но при встрече устраивает ей скандал, обвиняя её в том, что она переспала с его братом и скрыла истинные причины, по которым вышла за него замуж, и покидает её.
В офисе он встречает Лиз, которая объявляет, что сегодня же они вылетают в США для срочного заключения брака. Маттиас наотрез отказывается, но, получив чек на круглую сумму, соглашается. Вернувшись в Париж поздно вечером, Маттиас оставляет Лиз и идёт ночевать в свой офис. Там его поджидает Бетти, которая обвиняет его в том, что он рассказал об измене брату, устраивает погром и в истерике убегает, крича, что любит Маттье. Дюваль поражён, и снова решает исчезнуть для Лиз, чтобы быть с Бетти. Он симулирует свой отъезд в Японию и в роли Маттье уезжает с Бетти на загородную виллу.
Через несколько дней к ним приезжает Лиз для выяснения отношений. Пока сёстры ругаются из-за наследства, Маттиас-Маттье случайно выстреливает из неисправного пистолета, который принял за зажигалку. Позже, в беседе с ним Лиз, веря, что он — это Маттье, признаётся, что скучает по Маттиасу и любит его, чем страшно его изумляет. Вечером помирившиеся сёстры уезжают в Париж «по срочным делам». Ночью на виллу является Вольпинекс с досье на Маттиаса, и заявляет, что узнал всю правду о нём. Он начинает избивать Дюваля. Увидев пистолет, он протягивает его Дювалю, с издёвкой предлагая застрелить себя. Маттиас отталкивает его руку, и в этот момент пистолет выстреливает, убивая Вольпинекса. Взволнованный Маттиас пытается сжечь компрометирующие его бумаги, и в результате в доме начинается пожар. Он оставляет охваченный пламенем дом и к утру автостопом добирается до своего парижского офиса. По радио он слышит новости о сгоревшем доме, о найденных в нём сгоревших останках человека, опознанного как Маттье Дюваль, который якобы был застрелен адвокатом Вольпинексом. Дюваль, в восторге от такой интерпретации событий, «возвращается из Японии» и приезжает в парижский дом к сёстрам. Он не знает, что днём ранее они узнали от Вольпинекса о его обмане с братом-близнецом. Теперь Лиз и Бетти начинают вести игру, переодеваясь и по очереди появляясь перед ним в роли Лиз. Очень скоро они «раскрывают карты» и, похоронив прах Вольпинекса под именем Маттье Дюваля, начинают счастливо жить втроём.

## В ролях
- Пьер Ришар — Маттиас Дюваль, «Маттье Дюваль»
- Жан-Пьер Кальфон — адвокат Эрнест Вольпинекс
- Камилла Мор — Бетти Кёрнер
- Кэри Мор — Лиз Кёрнер
- Андреа Ферреоль — Эви
- Жак Франц — Ральф
- Франсуаза Дорнер — Мари
- Жан-Пьер Кастальди — Чарли
- Поль Ле Персон — бездомный
- Изабелла Страва — Никки
- Жан-Клод Булло — инспектор
- Анри Лабюссьер — мэр
- Ив Робер — человек в лифте

## Интересные факты
- Американский ремейк фильма, «Двое — это слишком» (Two Much) с Антонио Бандерасом и Мелани Гриффит в главных ролях, вышел на экраны в 1995 году.
- Аналогичный сюжет был обыгран в одной из мини-новелл американского сериала «Байки из склепа» (Tales from the Crypt) «Раздвоение личности» (Split Personality) 1992, где роль афериста, представлявшего себя и своего брата, сыграл Джо Пеши.